# زبان سامی ایناری
زبان سامی ایناری (anarâškielâ، «زبان ایناری» یا aanaarsämikielâ، «زبان سامی ایناری») یک زبان سامی است که توسط مردم سامی ایناری در فنلاند تکلم می‌شود. این زبان تقریباً ۳۰۰ گویشور دارد که بیشتر آن‌ها میانسال یا پیر هستند و در شهرداری ایناری زندگی می‌کنند. طبق آمار پارلمان سامی فنلاند، ۲۶۹ نفر سامی ایناری را به عنوان زبان اول خود استفاده می‌کنند. ایناری تنها زبان سامی است که فقط در فنلاند صحبت می‌شود. این زبان به‌طور جدی در معرض خطر انقراض است، زیرا تعداد کمی از کودکان آن را یادمی‌گیرند. با این حال، کودکان بیشتر و بیشتری در حال یادگیری آن در لانه‌های زبان هستند. در سال ۲۰۱۸، سامی ایناری به دلیل تلاش برای احیای مجدد حدود ۴۰۰ گویشور داشت.

## پراکندگی جغرافیایی
سامی ایناری همراه با فنلاندی، سامی اسکولت و سامی شمالی، یکی از چهار زبان رسمی در شهرداری ایناری است و گویشوران آن در روستاهای زیر واقع در ساحل دریاچه ایناری متمرکز هستند (نام سامی ایناری برای این روستا است داخل پرانتز قرار دارد):
- نللیم (Njellim)
- ایوالو (Avveel)
- منسیاروی (Menišjävri)
- رپویوکی (Riemâšjuuhâ)
- تیررو (Mosshâš)
- روستای ایناری (Aanaar markkân)
- کامانن (Kaamâs)
- آکسویاروی (Ákšujävri)
- سیسیاروی (Čovčjävri)
- ایاروی (Ijjävri)
- سوتتییاروی (Čevetjävri)
- پارتاکو (Päärtih)

## نوشتار
سامی ایناری با استفاده از خط لاتین نوشته می‌شود. الفبای کنونی سامی ایناری در سال ۱۹۹۶ رسمی شد و به صورت زیر است:
| حرف | واج(ها)   |
| --- | --------- |
| A a | /ɑ/       |
| Â â | /ɐ/       |
| B b | /b/       |
| C c | /t͡s/      |
| Č č | /t͡ʃ/      |
| D d | /d/       |
| Đ đ | /ð/       |
| E e | /e/       |
| F f | /f/       |
| G g | /ɡ/       |
| H h | /h/       |
| I i | /i/, /j/  |
| J j | /j/       |
| K k | /k/       |
| L l | /l/       |
| M m | /m/       |
| N n | /n/       |
| Ŋ ŋ | /ŋ/       |
| O o | /o/       |
| P p | /p/       |
| R r | /r/       |
| S s | /s/       |
| Š š | /ʃ/       |
| T t | /t/       |
| U u | /u/       |
| V v | /v/       |
| Y y | /y/       |
| Z z | /d͡z/      |
| Ž ž | /d͡ʒ/      |
| Ä ä | /a/       |
| Á á | /a/ (/ä/) |